# Деларж, Дзон
Дзон Деларж (фр. Dzon Delarge; род. 24 июня 1990[…], Браззавиль) — конголезский футболист, который играл на позиции полузащитника.

## Карьера
Футбольную карьеру начал в камерунском клубе «Юнион Дуала», где был замечен словацким клубом «ДАК 1904», к которому он присоединился в июле 2011 года.
17 июля 2011 года дебютировал в Суперлиге Словакии за «ДАК 1904» в матче против «Спартака». Несмотря на 8 голов в 32 матчах, «ДАК 1904» вылетел во Вторую лигу Словакии по футболу.
Летом 2012 года перешёл в футбольный клуб Первой чешской футбольной лиги «Слован». В сезоне 2014/2015 в составе футбольного клуба «Слован» завоевал Кубок Чехии.
24 июля 2018 года покинул турецкий футбольный клуб «Бурсаспор», за который выступал с августа 2017 года, и подписал трёхлетний контракт с азербайджанским футбольным клубом «Карабах».. 17 января 2019 года было объявлено, что Дзон Деларж направлен тренироваться в «Карабах-2».